# Gobiobotia cheni
Gobiobotia cheni är en fiskart som beskrevs av Banarescu och Nalbant, 1966. Gobiobotia cheni ingår i släktet Gobiobotia och familjen karpfiskar. Inga underarter finns listade i Catalogue of Life.